# Mar de Ocótsqui

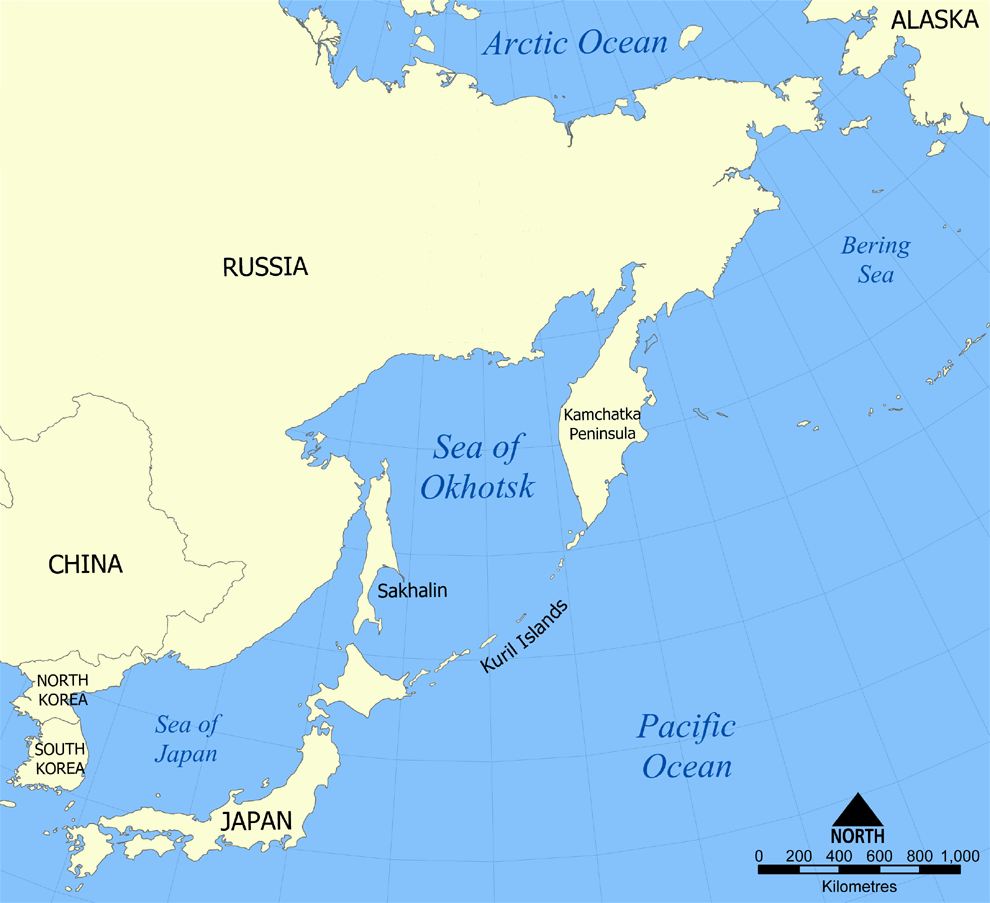
Mar de Ocótsqui

O mar de Ocótsqui, ou mar de Okhotsk (do russo Okhotskoe more), faz parte do oceano Pacífico ocidental, estendendo-se entre a península de Camecháteca e as ilhas Curilhas a leste, a ilha japonesa de Hocaido a sul e a ilha Sacalina a costa oriental da Sibéria, entre as ilhas Shantar e Ocótsqui, a oeste e, a norte, a costa sul da extremidade oriental da Sibéria, entre Ocótsqui e o golfo de Shelikhov.
Liga-se ao mar do Japão através do golfo de Sacalina e do golfo da Tartária a oeste da ilha Sacalina, e pelo estreito de La Pérouse ao sul da mesma ilha. Sem contar com as ilhas costeiras, a única ilha do mar de Ocótsqui é a remota e minúscula ilha de São Jonas (Ostrov Svyatovy Iony).
A maior parte do mar de Ocótsqui, exceto a área em torno das Curilas, congela durante o inverno. No verão, os icebergs descongelam e o mar volta a ser navegável.